# Sitio de Gibraltar (1779-1783)

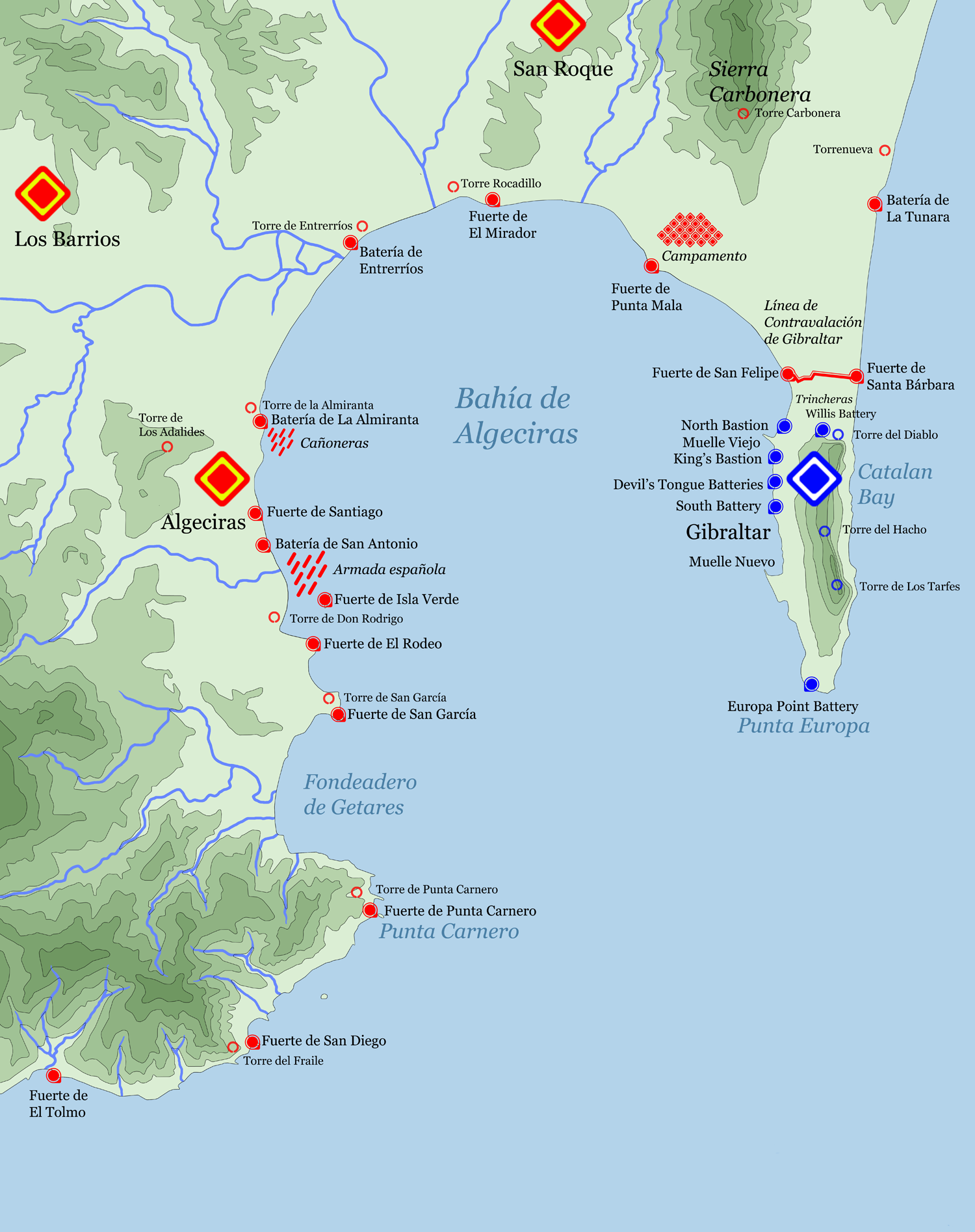
Mapa de la bahía de Algeciras donde se indican las posiciones de los fuertes y baterías españoles y británicos.

El sitio de Gibraltar de 1779 o Gran asedio de Gibraltar (en inglés: Great Siege of Gibraltar), el tercero llevado a cabo por España desde la pérdida de la ciudad para tomar el territorio británico de ultramar, fue la campaña más importante que se realizó en la zona durante el siglo XVIII y tuvo como antecedentes los asedios de 1704 y 1727. Durante casi cuatro años de bloqueo naval, bombardeos y la novedosa utilización de las llamadas baterías flotantes, el Imperio británico fue capaz de resistir la última acción militar española sobre Gibraltar.

## Antecedentes
El tercer sitio a Gibraltar por parte de España tuvo como antecedente diferencias en el tráfico de mercancías entre Europa y América. Ya en 1738 surgieron las primeras disputas entre España y Gran Bretaña: a instancias de la primera se intentó celebrar una convención en el Palacio Real de El Pardo, en enero del año 1739, pero el Parlamento Británico no aceptó la mediación de su ministro Robert Walpole, partidario de llegar a acuerdos con España. Poco después tendría lugar la Guerra del Asiento, la cual hizo que ambos países se declarasen la guerra el 23 de octubre de 1739 y comenzaran los primeros planes para formar trincheras frente a Gibraltar, motivo siempre de disputas entre ellos. Viendo estos primeros movimientos, Gran Bretaña mandó al vicealmirante Vernon que zarpara desde Portobelo y reforzara la escuadra del almirante Haddock que se encontraba ya en la bahía de Algeciras.
Sin embargo, los años pasaban y no llegaban a romperse las hostilidades en la zona. El 9 de julio de 1746 moría en Madrid el rey Felipe V. Su sucesor, Fernando VI, comenzó pronto las negociaciones con Gran Bretaña para llegar a acuerdos sobre el comercio. El parlamento británico también deseaba el fin de las hostilidades e incluso se veía con buenos ojos anular el acta que prohibía el comercio con España y se llegó a plantear la posibilidad de ceder la plaza de Gibraltar a España. La conferencia que se celebró en Aquisgrán el 18 de octubre de 1748 acabó con la firma del Tratado de Aquisgrán entre España, Francia, Austria y las potencias marítimas pero no con las beligerancias entre España y Gran Bretaña. Este sistema de neutralidad adoptado por Fernando VI acabó con su muerte en 1759. El nuevo rey, Carlos III, firmó en 1761 un pacto de familia con el rey de Francia Luis XV. Gran Bretaña reaccionó declarando la guerra a España, que causó grandes pérdidas en su comercio marítimo, y tomando las ciudades de Manila y La Habana. Dos años después, una vez terminadas las hostilidades, España las recuperó a cambio de sus posesiones en La Florida. Unos años más tarde, en 1779, mediante el tratado de Aranjuez se aseguraba Carlos III la alianza con Francia frente al Reino Unido debido a sus comunes intereses en América y a los agravios que ambas naciones decían sufrir por parte de Gran Bretaña; en virtud de dicho tratado ambas naciones actuarían conjuntamente para la recuperación de Gibraltar, Menorca y diversas plazas españolas en América. Ese mismo año se declaraba la guerra contra Gran Bretaña.

## El Gran Sitio de Gibraltar

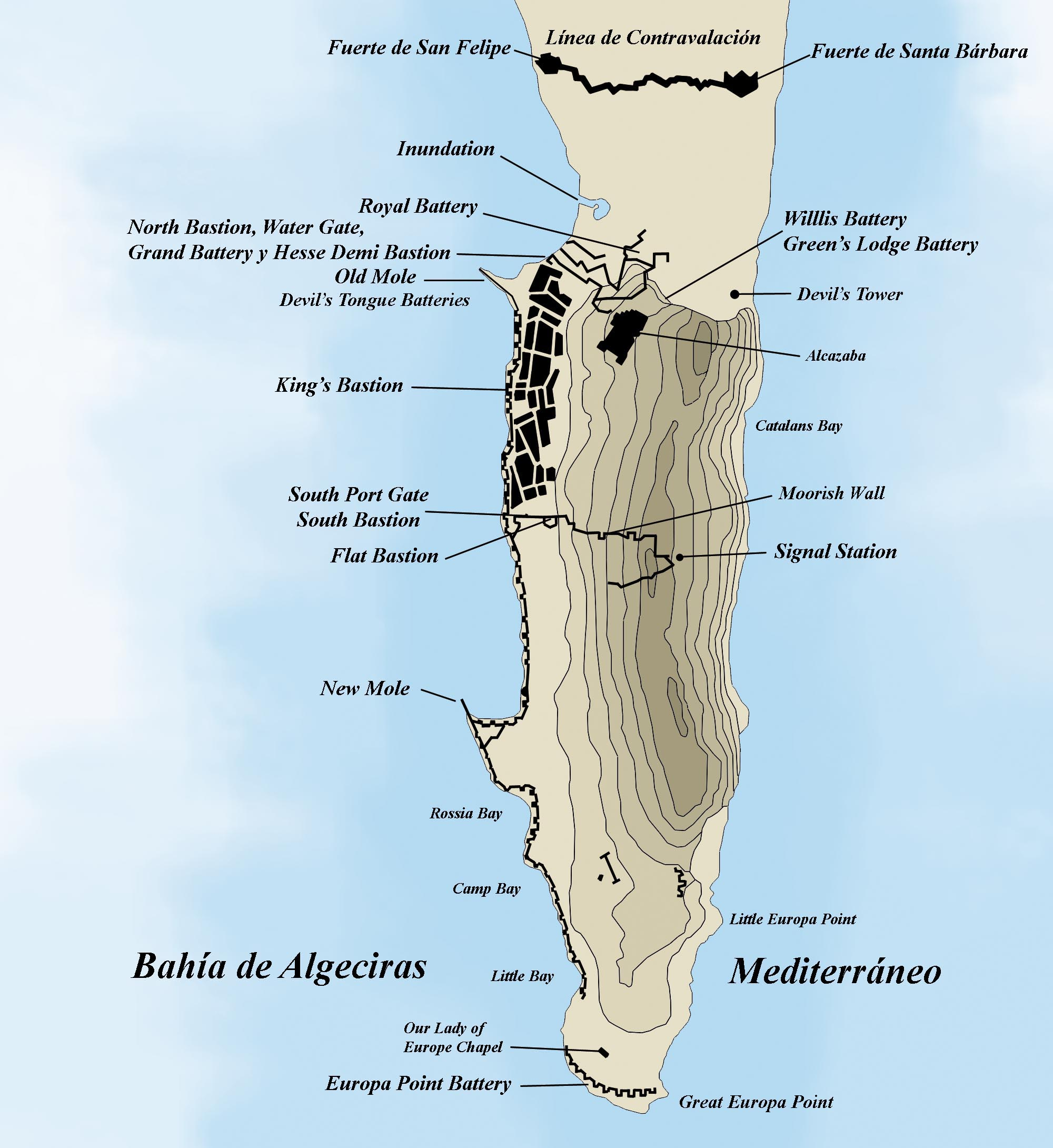
Defensas de Gibraltar.

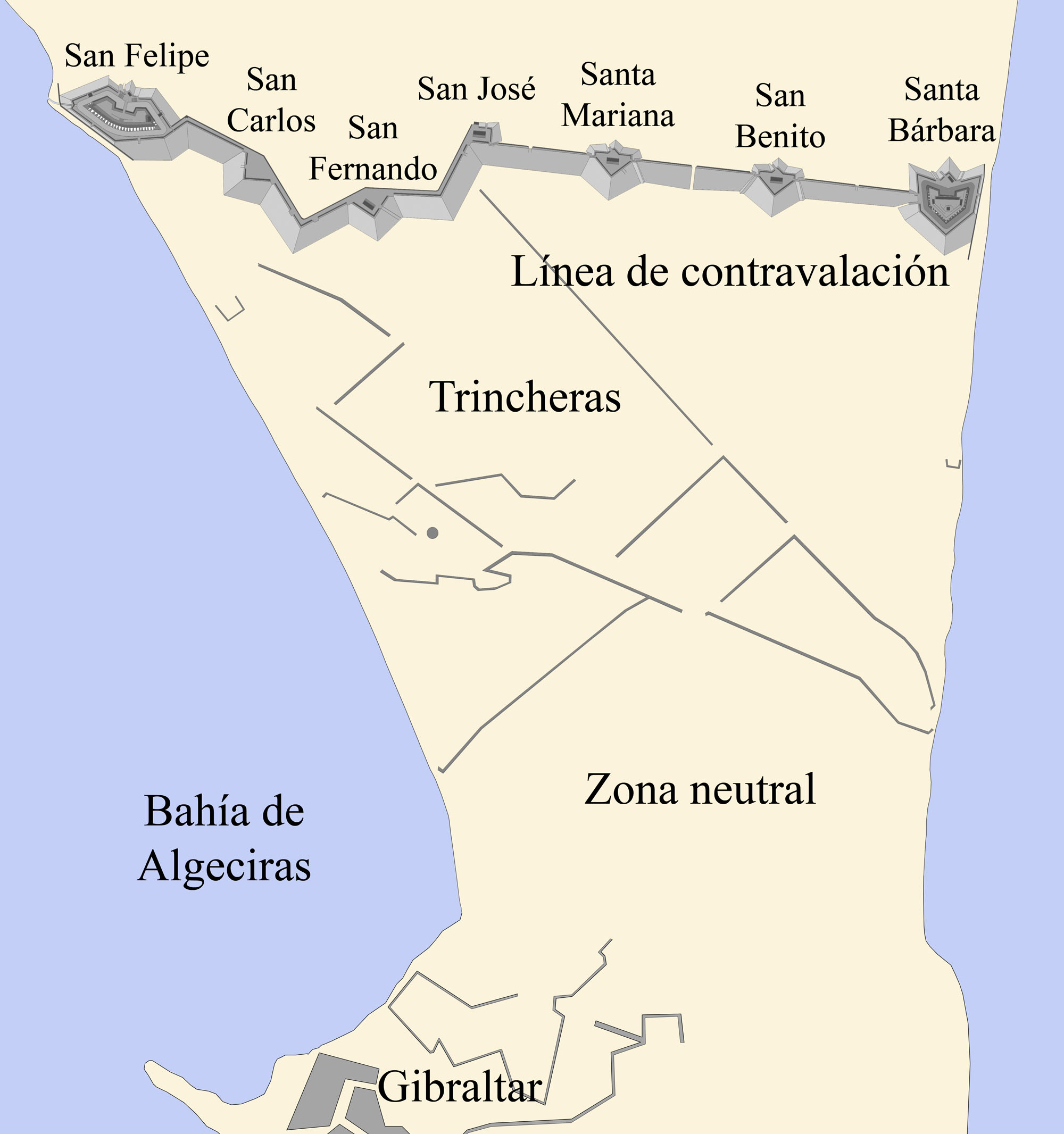
Línea de Contravalación.

El 21 de junio de 1779 fue cerrada por parte española la frontera con Gibraltar al tiempo que se mandó constituir en la ciudad un consejo de guerra encabezado por el gobernador de Gibraltar George Eliott. En la parte española el bloqueo fue dirigido por Martín Álvarez de Sotomayor. Las fuerzas terrestres españolas estaban compuestas por dos batallones de guardias españoles, dos valonas, mil artilleros y doce escuadrones de caballería: unos 13 000 efectivos.
La artillería estaba al mando de Rudesindo Tilly, mientras que la caballería y los dragones franceses serían comandados por el marqués de Arellano. Las fuerzas marítimas que debían realizar acciones de bloqueo de suministros en la bahía estaban a las órdenes de Antonio Barceló, que tenía su base establecida en Algeciras y estaba al mando de una flota de varios jabeques y lanchas cañoneras. Una flota de once navíos y dos fragatas se situó en el Golfo de Cádiz al mando de Luis de Córdova con el objetivo de impedir el paso de refuerzos británicos.
Desde los primeros días del asedio se comenzaron a reconstruir las antiguas baterías del istmo que vendrían a completar las ya creadas en los años treinta bajo la supervisión del marqués de Verboom. Estas obras, parte de un ambicioso proyecto de fortificación llevado a cabo en toda la bahía de Algeciras, fortificaban especialmente la zona del istmo en la llamada Línea de Contravalación de Gibraltar mientras el resto del litoral estaba reforzado por gran número de fuertes y baterías que eran capaces de cruzar fuego contra un único enemigo. La construcción de estos fuertes y baterías artilladas había comenzado en 1729, siendo objeto de quejas por parte de las autoridades gibraltareñas durante los años siguientes. En octubre llegaron a la zona 20 000 hombres para engrosar las filas españolas que se asentarían en una zona especialmente preparada para ello y aún hoy denominada Campamento, en los alrededores del fuerte de Punta Mala. La artillería se situaría en la zona de la Tunara, junto a la batería del mismo nombre y más cerca de la frontera.
El gobernador de Gibraltar, sir George Eliott, tenía a su disposición 5382 hombres y el almirante Robert Duff una flota de un navío, tres fragatas y una goleta. La ciudad rompió fuego contra los trabajos de reparación de fuertes el 12 de septiembre desde las baterías de Green’s Lodge, Wills’s y Queen Charlotte cercanas a los sitiadores. El fuego español no se hizo esperar y pronto las baterías del istmo abrieron fuego contra las situadas en las faldas del peñón.
La principal baza para la toma de la ciudad no era, sin embargo, la acción de la artillería y el asalto directo; este tipo de acciones ya habían demostrado ser insuficientes en los anteriores asedios de 1704 y de 1727. Debía ser fundamental el bloqueo de suministros a la ciudad, ya que en los anteriores sitios se había puesto de manifiesto que mientras la ciudad tuviese víveres resistiría la acción armada. De este modo, durante las primeras semanas la flota de Juan de Lángara y Huarte situada en las proximidades del Estrecho conseguía evitar la llegada de ayuda a Gibraltar, de modo que al cabo de unos meses la situación dentro de la ciudad comenzaba a ser desesperada al escasear los alimentos. Desde la ciudad el consejo de guerra había garantizado, tan pronto como se conoció el cierre de la frontera, contactos con el reino de Marruecos con el objetivo de recibir los suministros necesarios desde los cercanos puertos norteafricanos.

### Infructuosas negociaciones

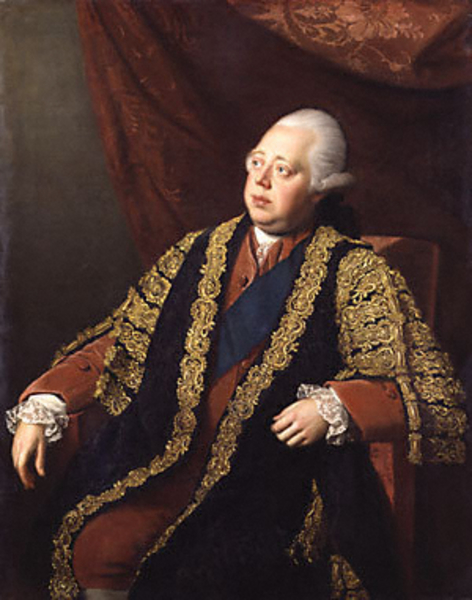
Lord North, primer ministro británico desde 1770 hasta 1782.

En octubre de 1779 se iniciaron negociaciones entre los gobiernos español y británico con el fin de poner fin a las desavenencias existentes entre ambos y que en aquellos momentos, recién iniciada la guerra de independencia de los Estados Unidos, no beneficiaban en nada a los británicos. A través del comodoro Johnstone se mandaron comunicaciones al conde de Floridablanca para que supiera el gobierno español que Lord North, primer ministro del Reino Unido, estaba dispuesto a negociar con la ciudad de Gibraltar para lograr una tregua. A partir del 29 de diciembre de 1779 se celebraron reuniones entre Floridablanca y el clérigo irlandés Hussey. Al regreso de este a Londres, se acordó que sólo existiría cesión si España aceptaba ceder a Gran Bretaña las islas de Puerto Rico, la fortaleza de Omoa, un puerto y una extensión de terreno suficiente en la bahía de Orán, además de la compra de las unidades de artillería existentes en Gibraltar y una compensación por los gastos de fortificación que se habían llevado a cabo en la ciudad. Estos puntos preliminares fueron comunicados a los ministros británicos, rechazándose firmemente la cesión de la ciudad bajo cualquier término y poniéndose en duda la capacidad del comodoro Johnstone para intermediar entre los dos países. Al ser comunicados los resultados de las deliberaciones al ministro español se acordó continuarlas dejando aparte el tema de Gibraltar. Las nuevas pretensiones británicas serían a partir de este momento que España rompiese sus lazos de amistad con Francia. Estos términos, sin embargo, serían totalmente rechazados por Floridablanca.

### El aprovisionamiento de Gibraltar

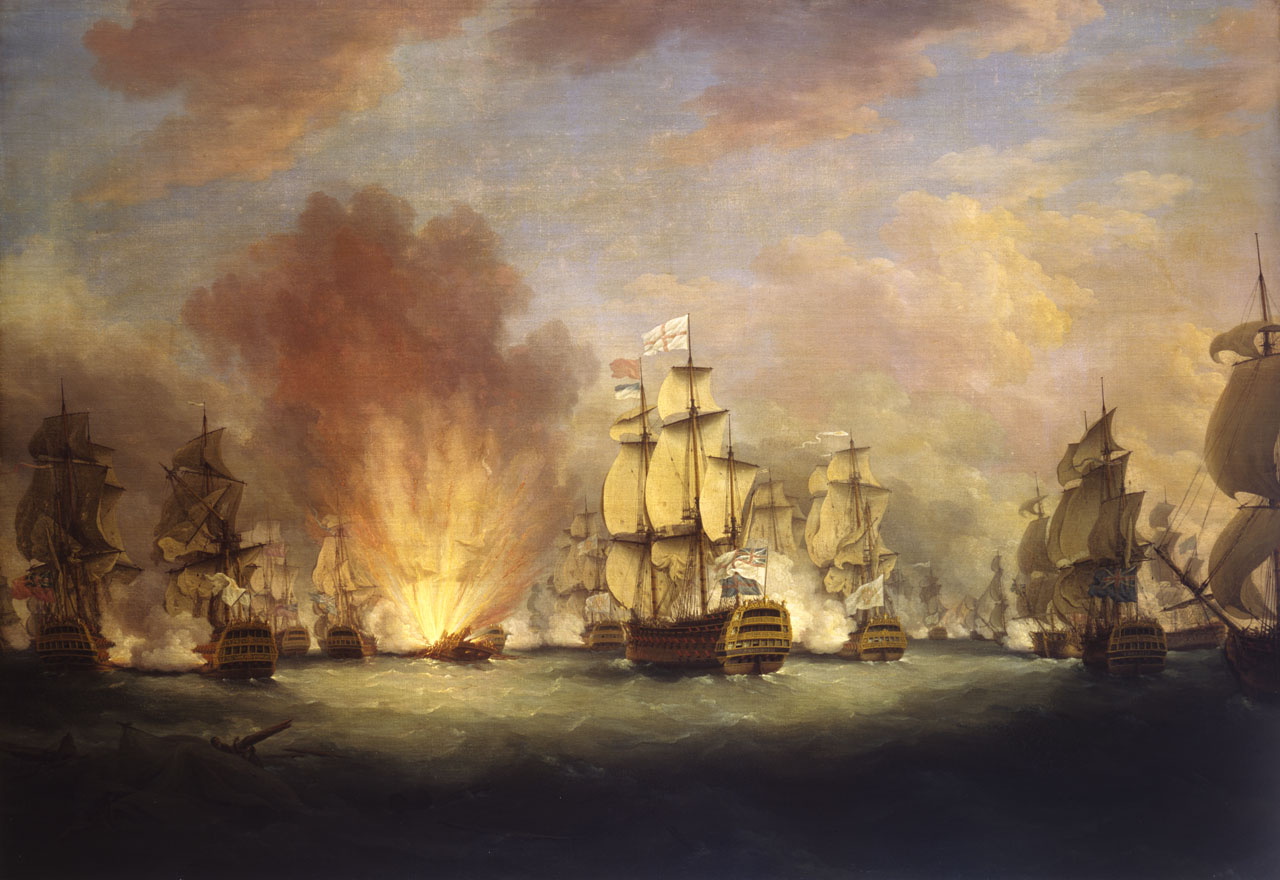
La batalla del Cabo de San Vicente de 1780, la primera de las acontecidas en el lugar según la historiografía. The Moonlight Battle off Cape St Vincent, 16 January 1780, obra de Richard Paton (1717-1791).

En la ciudad el hambre comenzaba a hacer mella en los sitiados, mientras las autoridades gibraltareñas esperaban la llegada del Almirante George Brydges Rodney que había zarpado a principios de 1780 desde Londres con la orden de hacer puerto en la ciudad a toda costa. Escaseaba el pan y los alimentos, mientras que los artículos de primera necesidad adquirían por estas fechas precios desorbitados. Aunque diversos barcos habían podido llevar alimento a la ciudad desde Marruecos, muchos gibraltareños empezaban a acusar los efectos de una alimentación deficiente.
El 16 de enero la flota que debía aprovisionar a la ciudad sitiada, compuesta por 21 navíos de línea, avistó a la flota de once barcos que, al mando de Lángara, estaba apostada en las proximidades del cabo de San Vicente impidiendo el paso de barcos británicos. El español no fue capaz de advertir la gran cantidad de barcos que se le acercaban debido a la niebla que en esos momentos invadía la zona; cuando por fin pudo constatar la superioridad de los ingleses, Lángara optó por regresar a Cádiz antes de hacer frente al enemigo.
Los barcos británicos emprendieron la persecución de Lángara convencidos de la ventaja que poseían. A las cuatro de la tarde de ese 16 de enero, ambas flotas entraban en combate a pesar de que la de Rodney casi doblaba en número a la de Lángara. Tras una hora de lucha el navío español Santo Domingo fue incendiado, muriendo todos sus ocupantes. La escuadra española puso dirección a Cádiz, siendo perseguida e interceptada. Poco después el navío del almirante, el Fénix, se vio rodeado hasta por cinco barcos británicos y, herido el capitán por una bala en su oído izquierdo, perdido el palo de mesana y haciendo agua, se rindió. Después de haber capturado cinco barcos españoles, el almirante Rodney llegaba a Gibraltar el 18 de enero con los víveres. Tras dejar varios barcos en la zona, marchó con el grueso de su flota a Marbella, abandonando las aguas de la bahía y tomando la ventaja del mar abierto ante la posible llegada de la flota española de Cádiz.

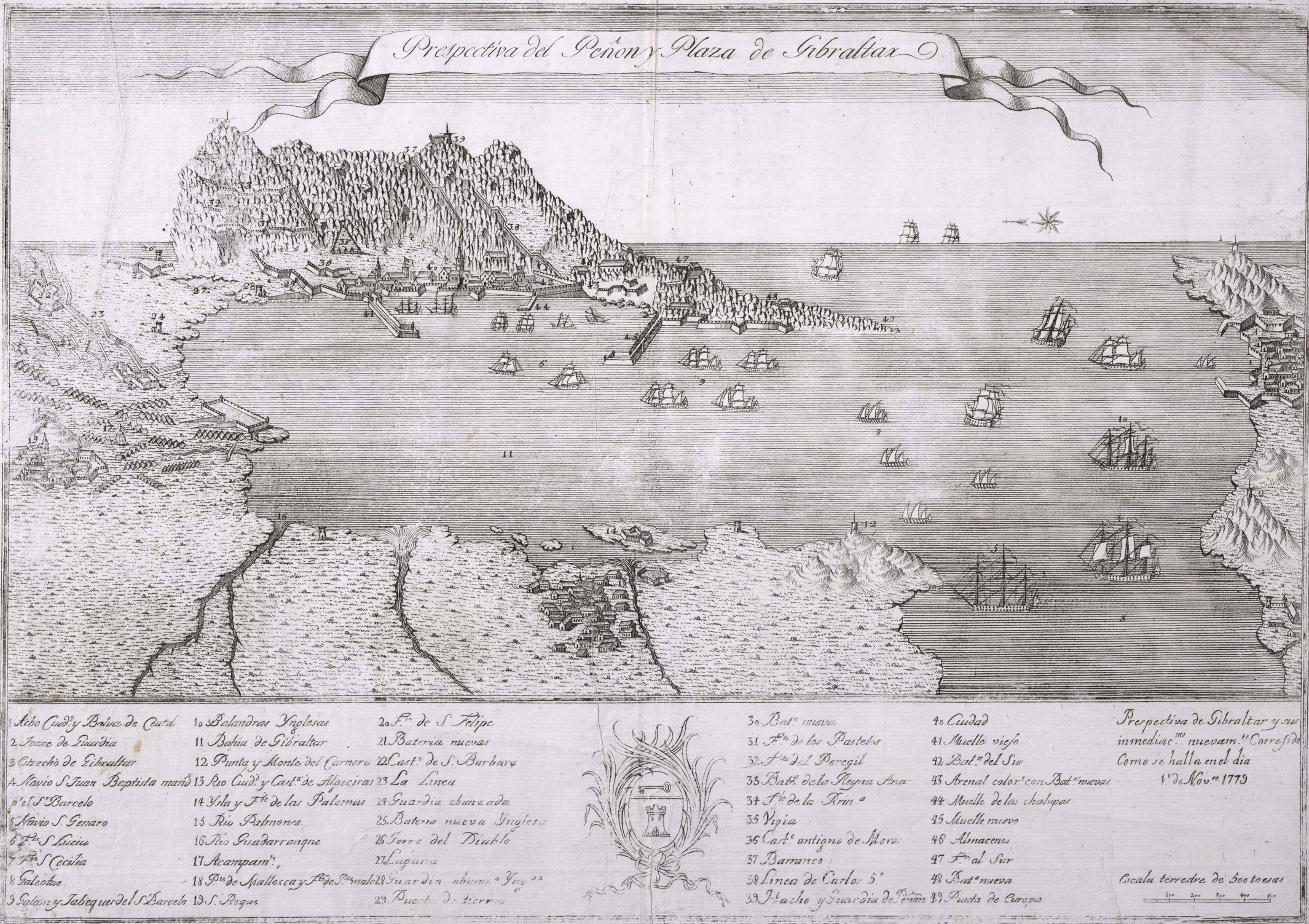
Perspectiva de Gibraltar el 1 de noviembre de 1779.

Tras las inútiles negociaciones de 1779, las acciones bélicas contra la ciudad sitiada aumentaron a partir de mediados del año 1780. Los barcos de provisiones continuaban llegando al puerto de Gibraltar e informaban al mando sobre los movimientos de la escuadra española en los alrededores de la bahía de Algeciras. Los trabajos en las trincheras y el fuego inglés eran ya una constante en el sitio, como había ocurrido en los anteriores. Los buques estacionados en el muelle norte hacían fuego constantemente contra los fuertes españoles, por lo que Barceló mandó varias lanchas cañoneras durante la noche con el objetivo de incendiar los barcos ingleses. Alertadas por el buque Enterprise, las lanchas británicas salieron en persecución de las cañoneras españolas, que hubieron de refugiarse en Algeciras al amparo del fuerte de Isla Verde. Durante todo ese año se sucederían las escaramuzas entre las dos fuerzas. El intenso cañoneo que caracterizó los primeros años del sitio obligaba también a refugiarse a gran parte de la población civil de Gibraltar en Punta Europa, lejos de la zona batida por las baterías españolas.
Desde Marruecos seguían enviándose víveres de todo tipo a la ciudad a pesar del cerco marítimo que trató de mantener la escuadra española. El 30 de agosto la tripulación de una barcaza marroquí informaba al gobernador de Gibraltar que desde el gobierno central del país africano se habían dado órdenes de permitir el asalto español de cualquier barco británico que llegara a sus costas. De este modo, el 26 de diciembre se firmaba un acuerdo entre Marruecos y España que terminaría con la expulsión del cónsul británico en el país norteafricano; este embarcó en Tetuán para ser conducido a Algeciras el 28 de diciembre y de ahí al campamento de Barceló junto al Río Palmones para ser definitivamente conducido a Gibraltar el 11 de enero. Una vez cortado el tráfico con el norte de África, en octubre comenzaron de nuevo a escasear los víveres en Gibraltar, lo que provocó una epidemia de escorbuto. Sin embargo, el 12 de abril de 1781 el almirante George Darby llegaba a Gibraltar con gran cantidad de alimentos en cien barcos de transporte tras romper el cerco español. Los 28 navíos y diez fragatas que acompañaban a la expedición lograron superar fácilmente a las escasas lanchas cañoneras de Barceló y aprovisionar de este modo a la ciudad.

## Ofensiva británica al istmo

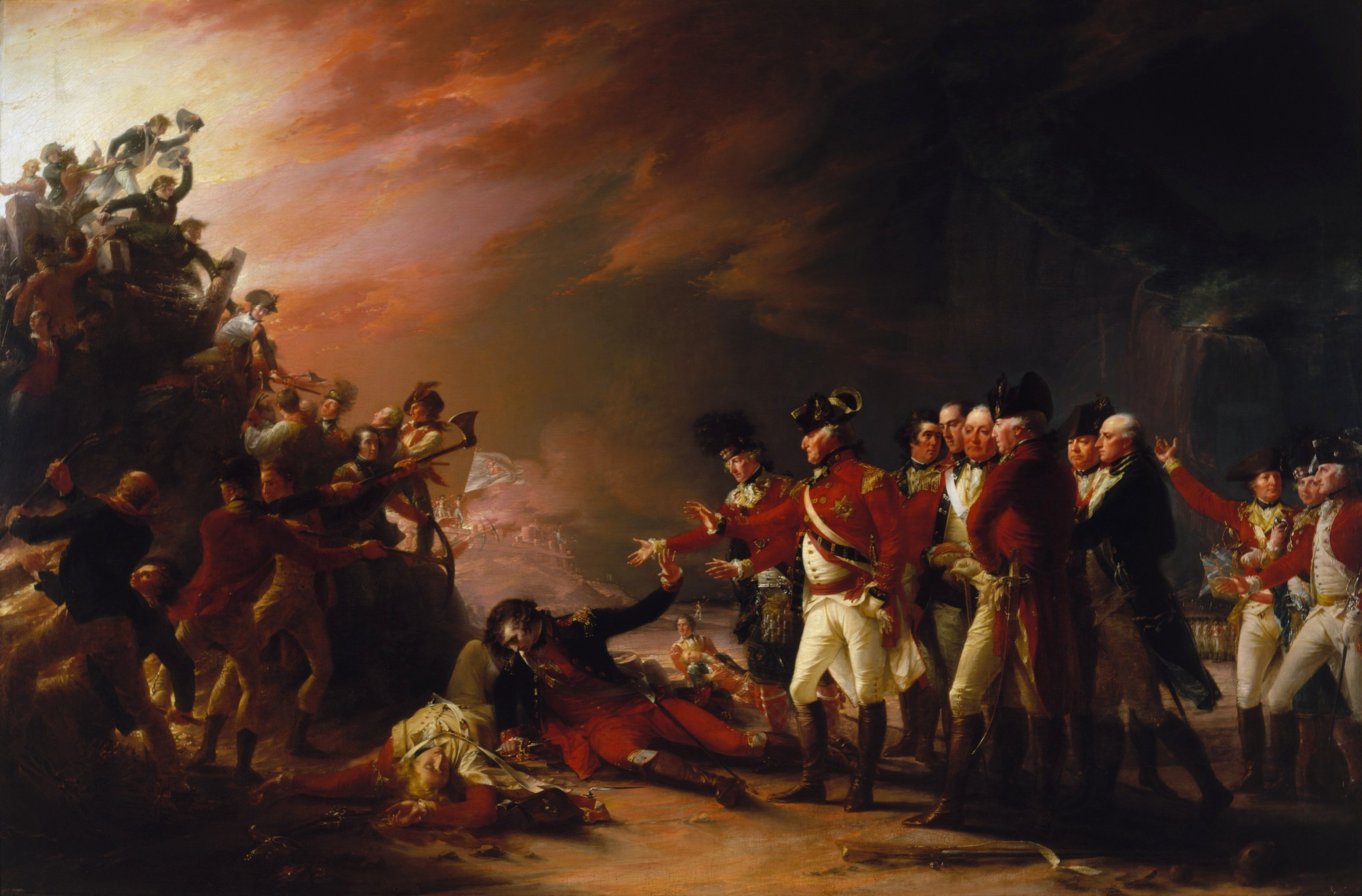
The Sortie Made by the Garrison of Gibraltar, obra de John Trumbull (1789). George Eliott tiende su mano en ayuda de José Barboza, capitán de artillería español, tras la explosión de la batería.

En noviembre los sitiadores terminaron la construcción de un puesto avanzado, llamado de San Carlos y paralelo al fuerte de San Felipe en la zona oriental, con capacidad para hacer fuego contra las puertas de Gibraltar. Advertido del peligro de la nueva posición española, George Eliott preparó una ofensiva contra esta batería con el objetivo de desmantelarla. La noche del 26 de noviembre salieron de Gibraltar 2000 hombres divididos en tres columnas; la columna derecha estaba mandada por el teniente coronel Trigge, la columna izquierda por el teniente coronel Hugo y la columna central por el teniente coronel Dechenhaussen, mientras al frente de la expedición estaba el brigadier Ross.
Aprovechando la oscuridad, las tropas avanzaron a través de la zona neutral hasta ser localizadas por los centinelas de la Línea de Contravalación. El teniente coronel Hugo mandó avanzar rápidamente sobre San Carlos mientras se intercambiaba fuego de mosquete entre las dos tropas. El ataque fue fulminante y apenas los británicos hubieron llegado a la batería, prendieron fuego a los pertrechos. Mientras aseguraban las posiciones, los zapadores que acompañaban la expedición desmontaban las construcciones. Varios de los zapadores y soldados que estaban en la posición resultaron heridos cuando se produjo la explosión de parte de los suministros de pólvora que se encontraban en el almacén de San Carlos.
Pronto la zona tomada se vio iluminada por el fuego y desde las líneas españolas se localizó a los hombres de Ross, que debieron volver con rapidez a la ciudad. Los daños en las avanzadas españolas fueron cuantiosos, más aún teniendo en cuenta el mucho tiempo que se había invertido en construirlas bajo el fuego de las baterías norte del peñón y lo rápido que se habían perdido.

## Las baterías flotantes
Llegado 1782 el mando español comprendía que el bloqueo marítimo era insuficiente y decidió tomar nuevas medidas para el asalto directo a Gibraltar. Se puso entonces a Luis Berton de Balbe de Quiers, duque de Crillón, al frente del ejército sitiador como Comandante de Tierra y Mar y al almirante Ventura Moreno Zavala al mando de la flota como Comandante General de la Marina. El ingeniero francés D'Arçon, con el apoyo de la corte española, diseñó un nuevo plan de asalto marítimo a la ciudad basado en el uso de baterías flotantes que debían bombardear el frente de la ciudad. Este plan fue presentado al consejo del mar que celebraba sus reuniones en Algeciras.
Estas baterías flotantes eran embarcaciones que ofrecían una enorme superficie en la que se apostaban gran cantidad de soldados a la vez que dejaba circular en su interior el agua del mar con el fin de evitar los daños causados por la bala roja, proyectiles de artillería calentados al rojo vivo antes de ser lanzados y capaces de incendiar los barcos. Estas baterías se acercarían a la ciudad y se anclarían al fondo formando un continuo cordón frente a las murallas a semejanza de una fortaleza. Tras dejar inútiles las baterías británicas, 2000 lanchas debían conducir a las tropas de infantería a la ciudad para rendirla.
En febrero de 1782 el rey de España aprobaba la construcción de estas baterías a pesar de que numerosos ingenieros habían recomendado que no se llevase a cabo el proyecto por considerarlo quimérico. En mayo de 1782 se iniciaba su construcción en los astilleros de Algeciras y Cádiz.
Mientras se construían las baterías flotantes se estaban realizando obras en la explanada norte del peñón para levantar varias plataformas de obuses y baterías provisionales cerca de la zona denominada La Laguna, entre la Línea de Contravalación y las puertas de la ciudad. Advertidos de los movimientos en el Campo, en Gibraltar se fortificaron todas las plataformas artilladas existentes y se construyeron numerosos túneles y pasos ocultos que comunicaran todas las baterías de la zona.
A partir de mayo se reanudaron las acciones de bombardeo tanto desde la parte británica como desde la española. En la ciudad eran ya a estas alturas muchos los edificios que se encontraban destruidos o en serio peligro de caer. El 17 de mayo el fuego enemigo afectó a la sinagoga de la ciudad y a los edificios aledaños. Durante estos días los ingenieros británicos reparaban las baterías de Upper Rock, que eran las que sufrían la mayor parte de los daños.
A finales de agosto estaban terminadas las baterías flotantes. Se trataba de cinco baterías de dos puentes y cinco de un puente. Las de dos puentes eran la Pastora, que sería mandada por Buenaventura Moreno; Talla piedra, con el Príncipe de Nassau; Paula primera, comandada por Cayetano de Lángara; Rosario, con Francisco Muñoz y San Cristóbal, con Federico Gravina. Las de un puente se llamaban Príncipe Carlos, con Antonio Basurto al frente; San Juan, con José Angeler; Paula segunda, con Pablo de Cózar; Santa Ana, con José Goicoechea y Los Dolores, con Pedro Sánchez. El 13 de septiembre de 1782 las baterías fueron remolcadas hasta su emplazamiento y, comandadas todas por Luis de Córdova, se situaron frente a la ciudad, las más próximas frente al Baluarte del Rey. Las embarcaciones se dispusieron en dos líneas: las baterías de dos puentes las primeras y las de un solo puente detrás.
En cuanto las baterías hubieron sido ancladas, empezó el bombardeo desde la ciudad pero sin causar grandes daños en ellas.

## El fuego de las baterías flotantes

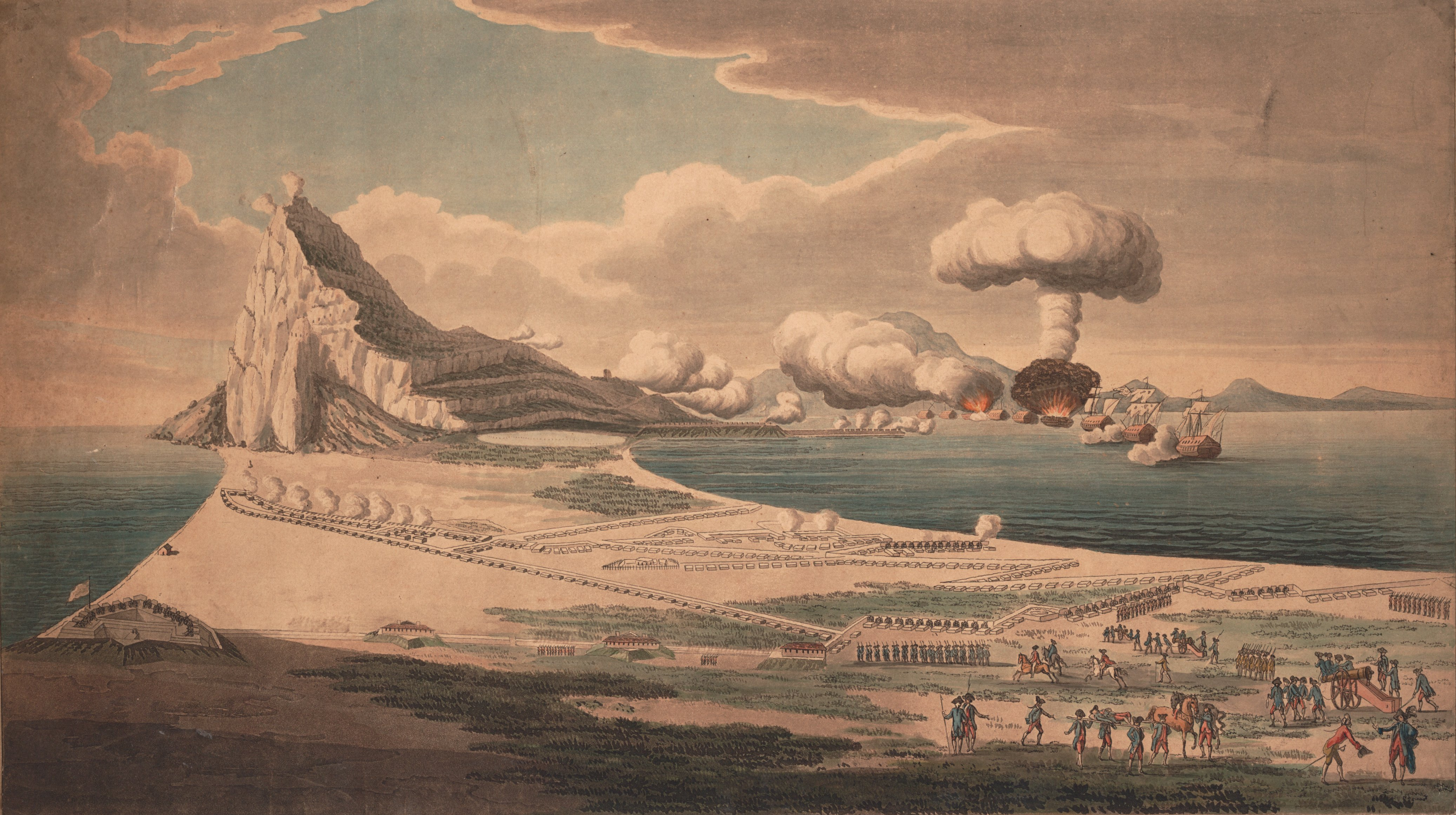
La explosión del Pastora, acuarela de autor desconocido.

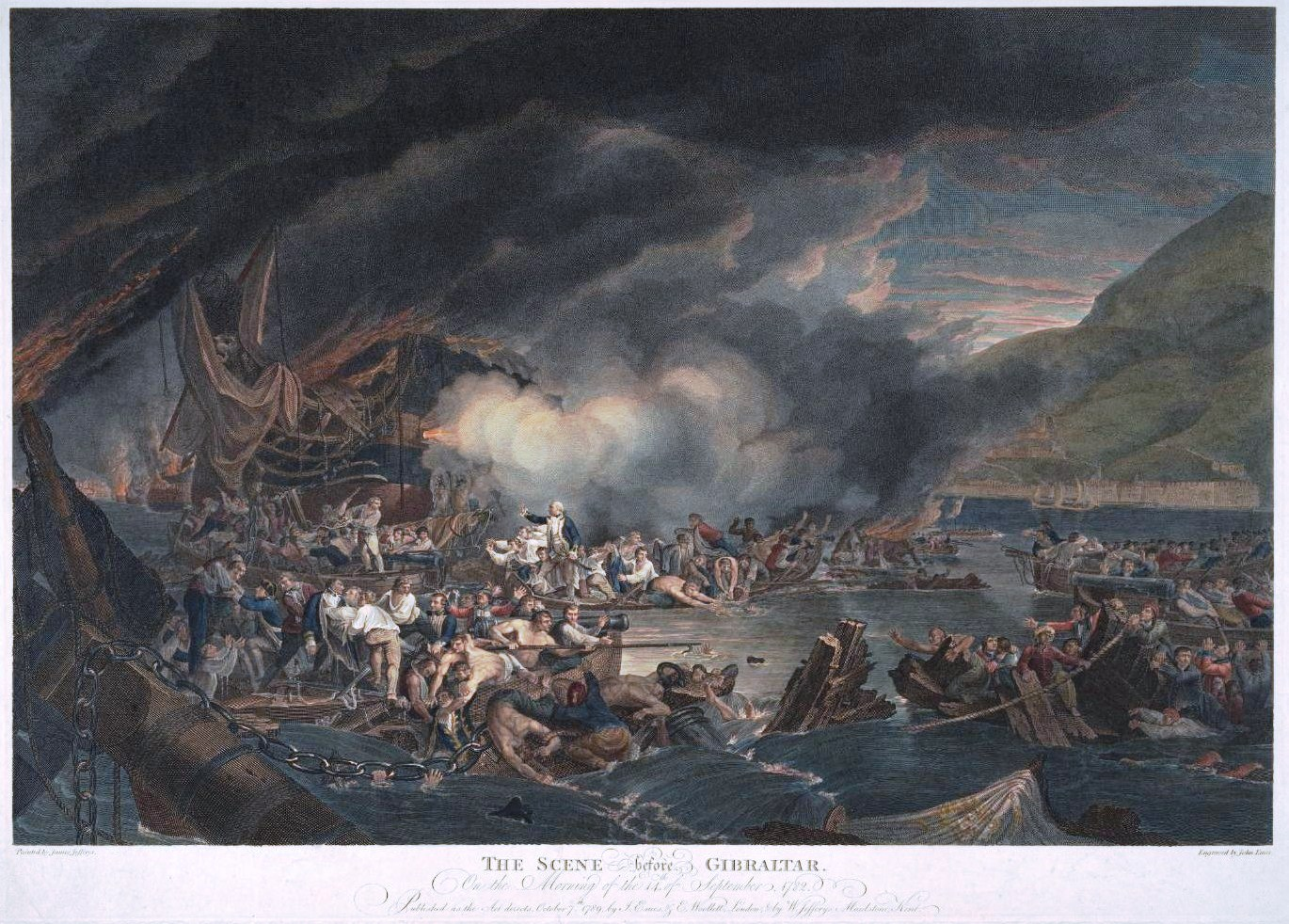
Gibraltar en la mañana del 14 de septiembre 1782 obra de James Jefferys que muestra la llegada de heridos provenientes de las baterías flotantes a Gibraltar.

A las 10:25 del 13 de septiembre las baterías de tierra, las explanadas de obuses emplazadas en el istmo, las lanchas cañoneras y las diez baterías flotantes comenzaron al mismo tiempo a abrir fuego contra Gibraltar a un ritmo terrorífico. Desde la ciudad se respondía con todas las fuerzas presentes y desde las 12 de la mañana todas las piezas de artillería utilizaron la bala roja con la esperanza de que las baterías flotantes no fueran como se decía incombustibles. En total las diez baterías flotantes contaban con 142 cañones en línea y una dotación de 5260 hombres. Durante toda la mañana continuó el fuego entre ciudad y las baterías hasta que a las 5 de la tarde se declaró un incendio en la Talla Piedra causado precisamente por la bala roja. Al poco tiempo la batería reventaba y tras ella la Pastora y la San Cristóbal. La explosión de las tres baterías pudo oírse en todos los pueblos de los alrededores. Paula primera comenzaba a arder con la detonación de las anteriores y el fuego se extendía al resto. Al convencerse de que pronto serían incendiadas y podrían caer en manos enemigas, el general Moreno mandó quemar todas las baterías. Las voladuras se realizaron con tanta precipitación que muchos de sus ocupantes no habían tenido tiempo de desalojarlas. La mayor parte de ellos murieron, así como un gran número de los que se habían arrojado al agua, entre ellos el notable escritor José Cadalso. Conmovido por la tremenda masacre que estaba teniendo lugar, el brigadier de marina inglés Roger Curtis mandó acercar varias lanchas a los náufragos, que pusieron a salvo en la ciudad a unos 500 hombres. El día 14 llegaba a las playas de la bahía gran cantidad de cadáveres. Se calcula que perecieron más de 2000 hombres en las baterías flotantes y en las lanchas cañoneras que fueron alcanzadas por la munición.
El ingeniero D’Arzon quiso ver en aquella derrota errores en la construcción de las baterías, fallos en el sistema de circulación de agua que debía haber evitado los daños causados por la bala roja, que además no fue nunca probada contra las embarcaciones. La disposición de las baterías frente a la ciudad tampoco fue la que el ingeniero hubiese deseado, pues se encontraban desplazadas de su posición, de modo que la Talla y La Pastora soportaron la mayor parte del fuego enemigo, y el resto de las baterías se encontraba demasiado lejos del muelle norte, punto más débil de la fortificación.
El desastre de las baterías flotantes fue un duro golpe para el ejército sitiador y desde Gibraltar se contemplaba con esperanza la destrucción de aquellos ingenios que, sin embargo, habían causado serios daños en las fortificaciones y numerosas muertes entre los sitiados.

## Continúa el sitio

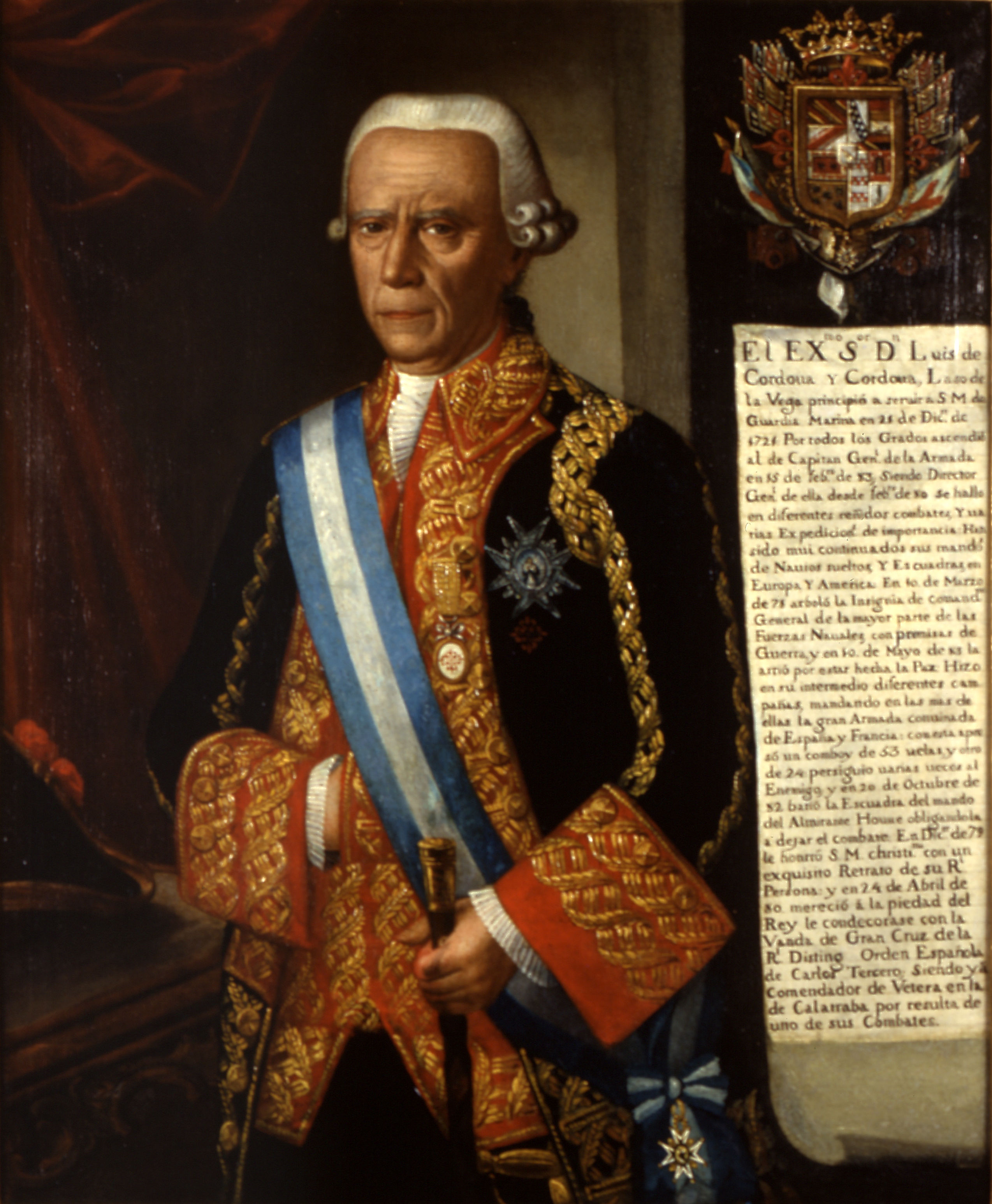
Durante el asedio a Gibraltar, Luis de Córdova y Córdova mandaba la flota española anclada en la bahía de Algeciras.

A pesar de todo, el asedio a Gibraltar se mantuvo y desde la parte española se decidió proseguir el bloqueo marítimo para impedir la llegada de víveres. El 10 de octubre las tempestades hicieron perder el navío San Miguel al acercarse demasiado a las murallas de la ciudad y embarrancar frente a ellas. En la ciudad de Gibraltar la escasez de alimentos debía suplirse con la pronta llegada del Almirante Richard Howe. Su escuadra fue divisada el 12 de octubre, pero los fuertes vientos la obligaron a alejarse del Estrecho camino de Marbella sin poder descargar. Un día después la escuadra española al mando de Luis de Córdova salía de la bahía de Algeciras para interceptarla. Una maniobra del almirante inglés permitió que la escuadra tomase ventaja y se resguardase en la ensenada de Tetuán, dejando allí varios de los transportes. Más tarde pondría rumbo a Cádiz, donde fue interceptada finalmente por la escuadra española. Tras pequeñas escaramuzas (Batalla del Cabo Espartel del 19 de octubre de 1782), la flota inglesa puso rumbo a Lisboa y la española decidió no seguirla. Mientras tanto los barcos de transporte que habían quedado en Tetuán llegaron a Gibraltar el 15 de octubre con los alimentos necesarios.
En estos días las baterías de los sitiadores no dejaban de disparar contra la muralla de la puerta norte de Gibraltar pero sin llegar a abrir brecha en ella. Las nuevas fortificaciones británicas en la falda de la montaña impedían además las obras en las trincheras y con ellas la correcta reparación de las baterías sitiadoras. Estas fortificaciones excavadas en la roca por idea del sargento mayor Ince en 1782 comenzaron a realizarse el 25 de mayo de ese mismo año. Los primeros trabajos iban encaminados a abrir túneles excavados en la piedra a modo de comunicaciones ocultas entre las baterías de la falda de la montaña pero sin salidas al exterior. Los problemas de ventilación que se presentaron durante su construcción obligaron a los obreros a abrir respiraderos en los que pronto comprendieron que se podrían situar cañones. La Galería Windsor, la primera en ser terminada, estaba operativa en febrero del año siguiente, contaba cuatro cañones y tenía 113 m de longitud. Siguieron dos baterías más: King's line y Queen's line.

## La llegada de la paz
Mientras proseguían las hostilidades en Gibraltar, se entablaron de nuevo negociaciones entre Gran Bretaña, España y Francia con vistas a poner fin a la guerra. Las exigencias del rey español incluían siempre la devolución de Gibraltar y se puso sobre la mesa la posibilidad de realizar intercambios con algunas posesiones de ultramar: Francia cedería Martinica y Guadalupe a Gran Bretaña, mientras España cedería a Francia en compensación Santo Domingo. Sin embargo, se estaban preparando acciones militares conjuntas entre España y Francia encaminadas a conquistar a los ingleses la isla de Jamaica (perdida por España en 1655) y para ello se estaban embarcando 40 000 soldados y hasta 70 barcos. Ante la inminente amenaza sobre sus dominios americanos, el 30 de enero de 1783 Gran Bretaña ofreció al rey español reanudar las negociaciones. El 3 de septiembre de 1783 se firmó el Tratado de Versalles, en el que Gran Bretaña reconocía a España la propiedad de la isla de Menorca, que había sido conquistada poco antes, las dos Floridas y zonas de Honduras y Campeche. El tratado no contempló, sin embargo, la cesión de Gibraltar. Tan pronto como se hubieron firmado los primeros acuerdos, se enviaron órdenes para poner fin a los enfrentamientos en el sitio.